# 紐馬基特鎮區 (明尼蘇達州斯科特縣)
紐馬基特鎮區（英語：New Market Township）是位於美國明尼蘇達州斯科特縣的一個行政鎮區。

## 地方資料
紐馬基特鎮區的面積為84.23平方千米，當中陸地面積為84.10平方千米，而水域面積為0.13平方千米。根據2020年美國人口普查的數據，當地共有人口3525人，而人口密度為每平方千米41.85人。